# Lâu đài Clisson
Lâu đài Clisson nằm ở thị trấn Clisson, tỉnh Loire-Atlantique của Pháp. Lâu đài tọa lạc trên một dải đá nhô ra biển nhìn ra hữu ngạn của Sèvre Nantaise.
Được xây dựng bởi các gia đình đầy quyền lực Clisson XIII đến thế kỷ 15, lâu đài đã trở thành một chiến lược phòng thủ và trên các cuộc tuần hành của Anh bảo vệ biên giới của Lãnh địa công tước Bretagne. Tòa lâu đài sau đó đã được bổ sung một đa giác bao vây trang trí với các tháp phòng thủ. Sau sự sụp đổ của lãnh chúa Clisson, lâu đài trở thành tài sản của Công tước của Anh và con cháu của họ. Công tước xứ Bretagne Francis II biến lâu đài thành một pháo đài với việc bổ sung một buồng thứ hai cung cấp nhiều tháp phòng thủ bao gồm các, phía tây tiếp xúc nhiều hơn.
Bị bỏ hoang bởi lãnh chúa của họ trong giữa thế kỷ 18, lâu đài bị đốt cháy bởi các lực lượng Cộng hòa trong cuộc chiến tranh Vendée. Bị để trong tình trạng đổ nát lâu, nó đang được phục hồi. Lâu đài này đã được phân loại là một di tích lịch sử kể từ năm 1924.